# Odil Ahmedov
Odil Olimjonovich Ahmedov, född 25 november 1987 i Namangan i dåvarande Uzbekiska SSR i Sovjetunionen (nu Uzbekistan, är en uzbekisk fotbollsspelare som spelar för Cangzhou Mighty Lions.

## Klubbkarriär
Ahmedov föddes i staden Namangan, och började spela fotboll för Pachtakor Tasjkents reservlag. Efter två säsonger flyttades han till seniorlaget varefter han vann ligaguldet i Olij Liga två gånger med klubben. Han gjorde sin officiella debut för Pachtakor år 2006, den 16 maj, 18 år gammal i en match mot Qizilqum Zarafsjon. Tidigt år 2011 meddelade UFF, Uzbekistans fotbollsfederation, att Ahmedov kom att spela kommande säsong i en rysk klubb. Vilken klubb som han skulle spela i meddelades dock ej. Strax därefter meddelade Pachtakor själva att Ahmedov kommer att lånas ut till den ryska klubben FK Anzji Machatjkala under 2011.
Den 13 februari 2011 gjorde Ahmedov sitt första mål för Anzji, i en träningsmatch mot ukrainska Obolon.

## Landslagskarriär
Ahmedov gjorde sin debut för Uzbekistans herrlandslag i fotboll den 13 oktober 2007 i en 9-0-vinst mot Taiwan. Han har spelat över 100 matcher för landslaget, och gjorde sitt 20:e mål för Uzbekistan mot Singapore inför VM 2022.